# Out of Our Heads
Out of Our Heads és un àlbum americà d'estudi de la banda de rock britànica The Rolling Stones, llançat en dues edicions amb diferents portades i llistats de cançons. Als Estats Units, London Records va ser editat el 30 de juliol de 1965, mentres que Decca Records va fer el mateix al Regne Unit el dia 24 de setembre del mateix any. Del còmput global, aquest disc és el tercer àlbum britànic de la banda i el quart àlbum d'estudi americà.
A més dels membres principals de la banda, el cantant Mick Jagger, els guitarristes Brian Jones i el Keith Richards, el baixista Bill Wyman i el bateria Charlie Watts, l'àlbum també conté contribucions musicals de l'exmembre de The Rolling Stones Ian Stewart, i del freqüent col·laborador Jack Nitzsche. Va ser produït pel mànager de la banda Andrew Loog Oldham.
Com en els dos àlbums anteriors, consta principalment de versions de temes americans blues, soul i rhythm and blues, tot i que la banda va escriure algun material propi en aquest àlbum (4 de les 12 pistes de la versió britànica i 6 de 12 per a la versió dels Estats Units). La versió nord-americana conté "(I Can't Get No) Satisfaction"), que seria el primer èxit nord-americà de la banda i passaria a la part superior dels llistats en deu països més, inclòs el Regne Unit, i a ser classificat com a la segona cançó més gran de tots els temps per part de la revista Rolling Stone.
 Out of Our Heads  es va convertir en el primer número u del grup de la llista americana Billboard 200; al Regne Unit, va assolir el número dos.

## Llista de cançons

### Edició USA
| 1.            | «Mercy, Mercy»                                                       | 2:45  |
| 2.            | «Hitch Hike»                                                         | 2:25  |
| 3.            | «The Last Time»                                                      | 3:41  |
| 4.            | «That's How Strong My Love Is»                                       | 2:25  |
| 5.            | «Good Times»                                                         | 1:58  |
| 6.            | «I'm All Right» (originally released on Got Live If You Want It! EP) | 2:25  |
| Durada total: | Durada total:                                                        | 15:39 |

| 1.            | «(I Can't Get No) Satisfaction»                | 3:42  |
| 2.            | «Cry to Me»                                    | 3:09  |
| 3.            | «The Under Assistant West Coast Promotion Man» | 3:07  |
| 4.            | «Play with Fire»                               | 2:13  |
| 5.            | «The Spider and the Fly»                       | 3:39  |
| 6.            | «One More Try»                                 | 1:58  |
| Durada total: | Durada total:                                  | 17:48 |

### Edició UK
| 1.            | «She Said "Yeah"»              | 1:34  |
| 2.            | «Mercy, Mercy»                 | 2:45  |
| 3.            | «Hitch Hike»                   | 2:25  |
| 4.            | «That's How Strong My Love Is» | 2:25  |
| 5.            | «Good Times»                   | 1:58  |
| 6.            | «Gotta Get Away»               | 2:06  |
| Durada total: | Durada total:                  | 13:13 |

| 1.            | «Talkin' 'Bout You»                                                                      | 2:31  |
| 2.            | «Cry to Me»                                                                              | 3:09  |
| 3.            | «Oh, Baby (We Got a Good Thing Going)» (Originally released on The Rolling Stones, Now!) | 2:08  |
| 4.            | «Heart of Stone» (Originally released on The Rolling Stones, Now!)                       | 2:50  |
| 5.            | «The Under Assistant West Coast Promotion Man»                                           | 3:07  |
| 6.            | «I'm Free»                                                                               | 2:24  |
| Durada total: | Durada total:                                                                            | 16:09 |